# Alfred Leicht
Alfred Leicht (* 4. November 1861 in Schwarzenberg/Erzgeb.; † 10. Februar 1946 in Meißen) war ein deutscher Philologe, Realgymnasiallehrer und Heimatforscher.

## Leben
Alfred Leicht stammte aus dem sächsischen Erzgebirge und wurde in der Stadt Schwarzenberg/Erzgeb., Sitz der gleichnamigen Amtshauptmannschaft, geboren. Er schlug die Laufbahn eines Lehrers ein und war ein Schüler von Moritz Lazarus, mit dessen zweiter Gattin er später dessen Lebenserinnerungen herausgab. Leicht promovierte 1882 an der Universität Leipzig mit der Inaug.-Dissertation Ist könig Ælfred der Verfasser der alliterierenden Metra des Boetius? Anschließend war er mehrere Jahrzehnte in Meißen am dortigen Realgymnasium tätig, zuerst als Studienrat, zuletzt als Professor. In Meißen starb er ein Jahr nach dem Ende des Zweiten Weltkrieges.
Alfred Leicht war von 1906 bis 1909 Vorsitzender des Vereins für die Geschichte der Stadt Meißen. Er war auch als Übersetzer der Werke von Rudolf Eucken tätig und betätigte sich als Heimatforscher. Ab 1890 publizierte er mehrere seiner heimatgeschichtlichen Forschungsergebnisse u. a. in den Mitteilungen des Vereins für Geschichte der Stadt Meißen.
Als Konrektor wurde Alfred Leicht 1913 Mitglied der Kantgesellschaft.

## Schriften (Auswahl)

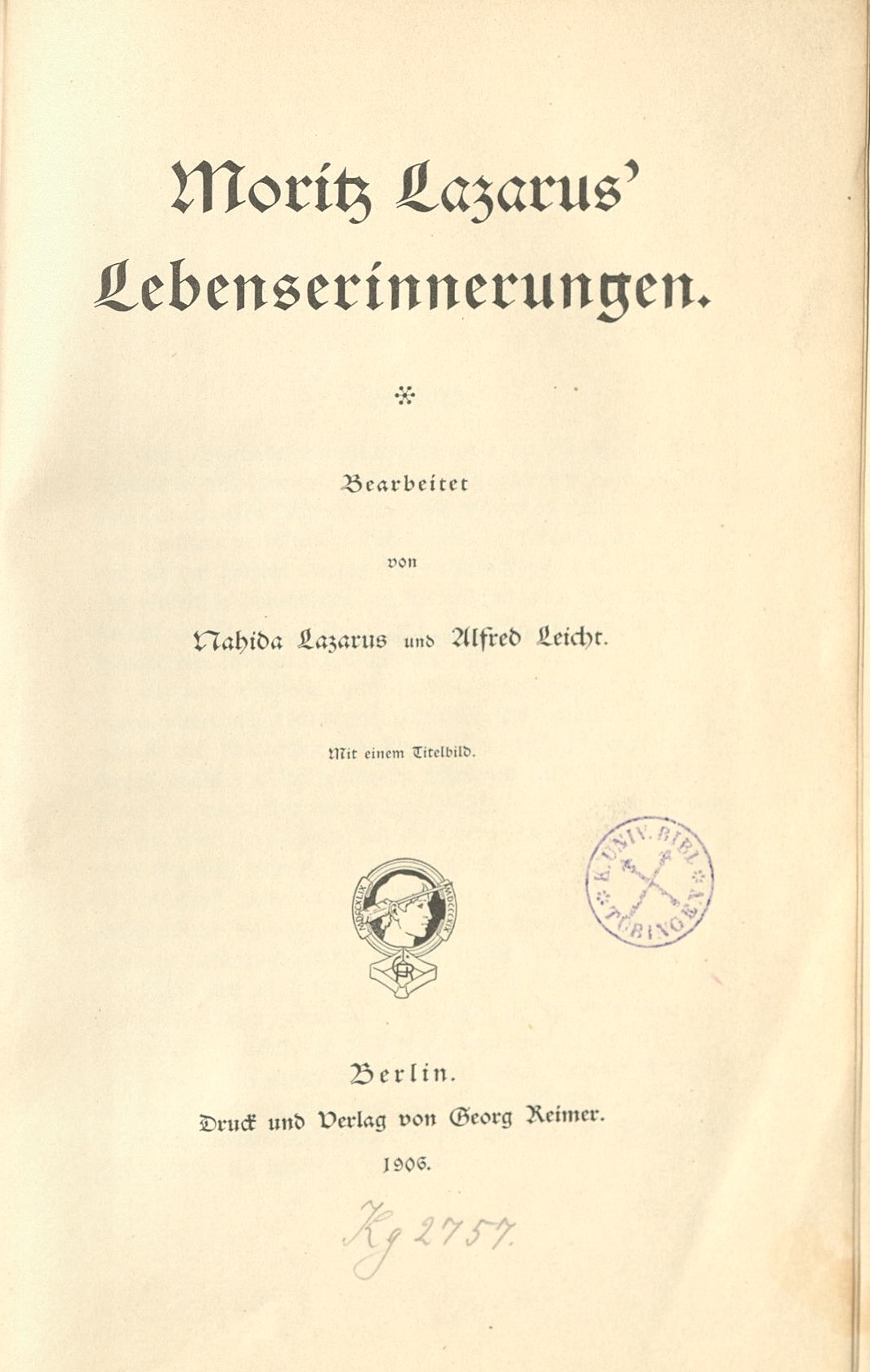
Moritz Lazarus, Mitherausgeber (1906)

- Die Judengemeinde in Meißen, Meißen 1890.
- Ist König Alfred der Verfasser der alliterierenden Metra des Boetius?, Halle/S. 1882.
- Lebensläufe verdienter Meißner. 4. Der Stadtschreiber Georg Gotthelf Welck und Freiherr Carl Wolfgang Maximilian von Welck, Kreisamtmann zu Meißen. In: Mitteilungen des Vereins für Geschichte der Stadt Meißen. Band 3, 1894, S. 464–470.
- Lazarus, der Begründer der Völkerpsychologie, Leipzig 1904.
- Moritz Lazarus' Lebenserinnerungen, Berlin 1906
- Siebeneichen und Ernst von Miltitz. In: Mitteilungen des Vereins für Geschichte der Stadt Meißen, 5, 1918, S. 113–164.
- Lazarus. Gedenkschrift zum 100. Geburtstage des Begründers der Völkerpsychologie, Frankfurt am Main 1924.